# Thermosfles

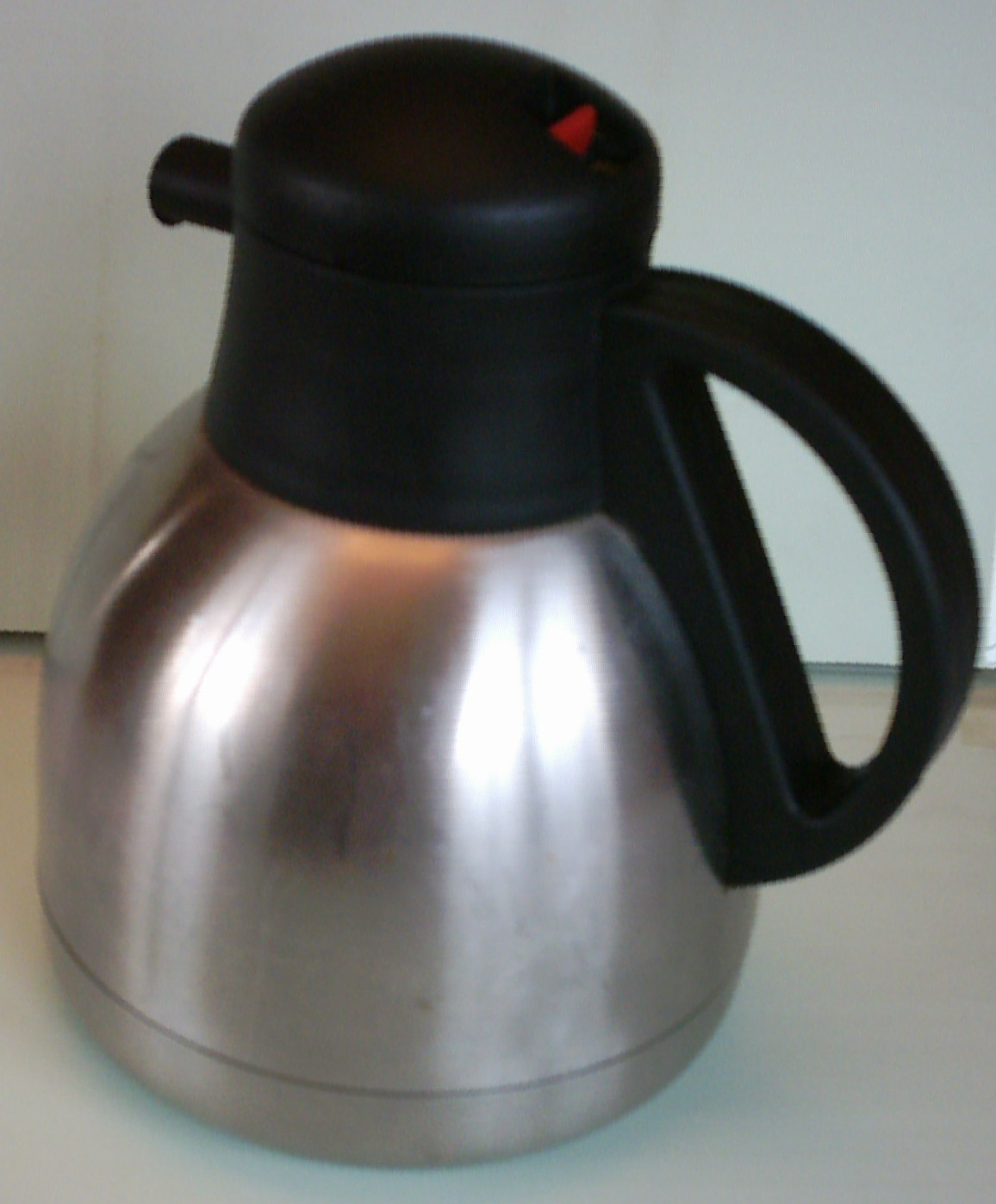
Een thermosfles

Een thermosfles (ook: thermoskan of kortweg thermos) is een geïsoleerde container die ervoor zorgt dat de inhoud zich langzamer aanpast aan de omgevingstemperatuur, dus minder snel opwarmt of afkoelt.
De thermosfles, in 1892 uitgevonden door James Dewar, bestaat uit een cilindervormig voorwerp, waarbinnen een tweede fles zit. Tussen de buitenwand en de binnenwand is een luchtledige ruimte, zodat warmteoverdracht via geleiding en convectie onmogelijk is. Verdere warmteoverdracht door straling wordt beperkt door het gebruik van spiegelende oppervlakken. Hierdoor is het mogelijk om zowel warme als koude vloeistoffen lang op dezelfde temperatuur te houden.
Thermosflessen bestaan veelal uit een buitenfles van kunststof en een binnenfles van glas, maar tegenwoordig bestaan er ook thermosflessen waarvan de buiten- en binnenfles beide van metaal zijn. De precieze oorsprong van dubbelwandige stalen thermoskannen is niet eenvoudig te achterhalen, omdat er verschillende fabrikanten en ontwerpen zijn die door de jaren heen zijn ontwikkeld.